# Urša Bogataj
Urša Bogataj (Ljubljana, 7. ožujka 1995.), slovenska skijašica skakačica. 
Debitirala je na prvom natjecanju Svjetskog kupa za žene 3. studenoga 2011. u Lillehammeru. Na Zimskim OI mladih u Innsbrucku 2012. osvojila je srebro u pojedinačnoj i broncu u timskoj konkurenciji. Na svjetskom prvenstvu juniorki 2012. u Erzurumu osvojila je broncu u timskoj konkurenciji, na svjetskom prvenstvu juniorki 2013. u Liberecu osvojila je zlato u timskoj konkurenciji i na svjetskom prvenstvu juniorki 2014. u Val di Fiemmeu osvojila je srebro u timskoj konkurenciji. 2021. i 2022. osvaja ukupnu pobjedu ljetnog grand prix-a.

## Vanjske poveznice
- Urša Bogataj na stranicama Međunarodne skijaške federacije